# Gustav Kálnoky
Gustav Kálnoky (Gustáv Zsigmund Graf Kálnoky von Köröspatak; Letovice, 29 dicembre 1832 – Předlice, 13 febbraio 1898) è stato un diplomatico austro-ungarico.
Fu Ministro degli Esteri dell'Austria-Ungheria dal 1881 al 1895. Appoggiò la stipulazione della Triplice alleanza (1882).

## Le origini, gli inizi, il carattere
Gustav Kálnoky iniziò la carriera militare negli Ussari, ma a 22 anni optò per la diplomazia. Ebbe incarichi a Berlino, Monaco, Roma, Londra, Copenaghen e San Pietroburgo dove, nel 1880, fu nominato ambasciatore.
Era membro di una famiglia aristocratica ungherese il cui motto era Nec timide, nec tumide (in latino: “Né timidamente, né con enfasi”). Clericale e conservatore, non si interessava di politica interna. Intratteneva rapporti con la sola aristocrazia e non leggeva quotidiani.

Durante il periodo a San Pietroburgo collaborò con i russi per la definizione del Trattato di Berlino (1878) e partecipò ai negoziati per l'Alleanza dei tre imperatori (1881). Deceduto Heinrich Haymerle, Kálnoky fu nominato suo successore agli Esteri da Francesco Giuseppe, secondo il quale il nuovo ministro avrebbe mantenute buone le relazioni con la Russia. Gli fu affidato l'incarico il 20 novembre 1881.

Come Ministro degli Esteri ebbe l'abitudine di scrivere personalmente molti dispacci diplomatici ed era molto severo con i suoi collaboratori, dai quali esigeva assoluta obbedienza. Non partecipava alla vita sociale e con Francesco Giuseppe era d'accordo nell'idea di rafforzare l'alleanza con la Germania senza scontentare troppo la Russia, alla quale però non si doveva consentire un'espansione nei Balcani.

## Ministro degli Esteri (1881-1895)

### La Triplice alleanza
Nel 1882, si crearono i presupposti per accogliere l'Italia nella Duplice alleanza di Germania e Austria. Durante le trattative segrete l'Italia propose, a fondamento della nuova alleanza a tre, che ogni alleato garantisse l'integrità territoriale degli altri. Kálnoky rifiutò la proposta poiché, anche come rappresentante della nazione cattolica più importante d'Europa, non desiderava ratificare il possesso dei territori pontifici dell'Italia.
Analogamente, fu contrario ad aprire negoziati con Londra per il suo accesso alla Triplice alleanza poiché diffidava di alcuni ministri inglesi che avrebbero messo a conoscenza della Francia il trattato e le sue clausole contro di essa. Il Cancelliere tedesco Bismarck condivise il punto di vista di Kálnoky che pose la sua firma, assieme a quella degli altri plenipotenziari, in calce all'accordo il 20 maggio 1882.

### I Balcani in pace (1881-1884)

Milan Obrenović IV

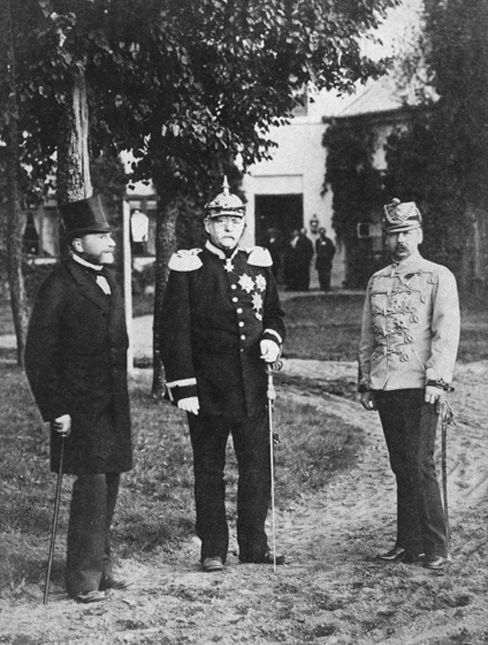
Il Ministro degli Esteri russo Nikolaj Karlovič Girs, Otto von Bismarck e Gustav Kálnoky a Skierniewice nel 1884.

Col trattato firmato fra Serbia e Austria del 28 giugno 1881, la prima entrava nella sfera d'influenza della seconda. L'anno dopo Re Milan di Serbia, filoaustriaco, propose di prolungare il trattato per altri 12 anni, fino al 1894, data in cui il figlio Alessandro sarebbe diventato maggiorenne. A questa data padre e figlio avrebbero abdicato e la Serbia sarebbe stata occupata dall'Austria. Kálnoky, che era ungherese e quindi contrario ad un terzo polo etnico-politico oltre a quello a cui apparteneva e a quello austriaco, rifiutò la proposta.
Lo stesso Ministro degli Esteri, tuttavia, nell'ottobre del 1882 pensò all'annessione della Bosnia ed Erzegovina (che l'Austria già occupava grazie al Trattato di Berlino) desiderata da Francesco Giuseppe. Ma dovette rinunciarvi poiché il Presidente del Consiglio ungherese, Kálmán Tisza, riteneva che parte della provincia dovesse essere assegnata all'Ungheria. Ciò avrebbe portato ad un aumento dell'etnia slava e, secondo Kálnoky, indebolito il potere degli ungheresi favorendo la formazione di uno stato slavo interno all'Impero, compromettendo così la posizione privilegiata dell'Ungheria.
Nel 1883, dopo rapidi negoziati, favoriti dal timore di un attacco russo alla Bulgaria, Kálnoky accettò l'idea di Bismarck di un accordo difensivo con la Romania. Il trattato fu firmato nell'ottobre dello stesso anno e nell'autunno 1884, poco dopo il rinnovo dell'Alleanza dei Tre imperatori, i sovrani di Russia, Austria e Germania ed i loro ministri degli esteri si consultarono sulla questione balcanica a Skierniewice.

### La crisi nei Balcani (1885-1895)

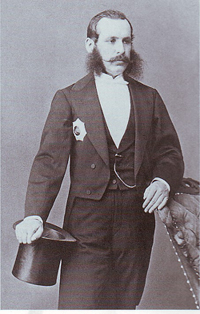
Il Presidente del Consiglio serbo Jovan Ristić

Le cose cominciarono a volgere al peggio con la Crisi bulgara del 1885 fra Russia e Austria, e definitivamente con la nomina nel 1887 a Presidente del Consiglio serbo di Jovan Ristić, apertamente filorusso.

Di fronte al precipitare della Crisi bulgara, Kálnoky annunciò nel novembre 1886 che qualsiasi azione tendente a limitare l'autonomia della Bulgaria sarebbe stata considerata un atteggiamento di ostilità nei confronti dell'Austria, dichiarando di contare sull'appoggio britannico in caso di necessità.

Con il cambio di direzione della politica serba, nel 1890 condannò i giornalisti serbi che diffondevano idee anti-asburgiche ed avvertì i facinorosi che in uno scontro fra la Serbia e una grande potenza, l'esito non sarebbe stato che uno solo.

### La questione del Trentino
Dopo il viaggio del presidente del Consiglio italiano Francesco Crispi in Germania dell'ottobre 1887, alcuni ambienti diplomatici austriaci avanzarono l'ipotesi che la Germania avrebbe sostenuto in caso di necessità la cessione del Trentino, allora provincia austriaca, all'Italia.

Il 4 luglio 1888, Kálnoky rispose sui canali ufficiali che l'Austria non aveva nulla in contrario all'espansione italiana nel Mediterraneo, ma: 
(Riportato in Albertini, Le origini della guerra del 1914, Milano, 1942, Vol. I, pp. 71-72)
Nonostante questa affermazione, e probabilmente grazie all'apertura politica sul Mediterraneo, Kálnoky, l'11 novembre 1888 ricevette la più alta onorificenza di Casa Savoia: l'Ordine supremo della Santissima Annunziata.

### I rapporti con la Gran Bretagna
Di fronte all'Alleanza franco-russa del 1893 e alla Triplice alleanza (1882), la Gran Bretagna si trovava isolata. Nel marzo 1894 le manovre di avvicinamento da parte della Germania presupponevano che la Gran Bretagna si legasse ufficialmente alla Triplice. Kálnoky invece, più favorevole ad un riavvicinamento rispetto al 1882, si sarebbe accontentato di un'intesa generica, rendendosi conto che i politici al potere in quel periodo non potevano prendere impegni contrattuali anche per i successivi. Dopo sei mesi di confronti inutili, il discorso cadde.

## Le dimissioni
Con la nomina nel 1895 a Primo Ministro d'Ungheria di Dezső Bánffy (1843-1911), un liberale calvinista, vennero rese esecutive alcune leggi ecclesiastiche che fecero nascere accese polemiche religiose. Monsignor Antonio Agliardi, Nunzio apostolico a Vienna visitò l'Ungheria e incitò i cattolici a continuare la lotta contro la secolarizzazione. Bánffy, contrariato da tale atteggiamento, protestò contro le parole del nunzio e invitò Kálnoky a chiedere il suo ritorno a Roma. Il Ministro degli Esteri prese tempo e Bánffy protestò direttamente in Vaticano. Ne nacque una questione d'onore e Kálnoky decise che era venuto il tempo di porre fine al suo lungo periodo al Ministero degli Esteri. Nel maggio del 1895 diede le dimissioni. Gli successe Agenor Maria Gołuchowski.